# Willemijn Francissen
Willemijn Francissen (Den Haag, 26 augustus 1964) is mediadirecteur bij de NTR sinds 2017, een functie waarvan zij zich in juli 2024 tijdelijk terugtrok.

## Biografie
Francissen werkte van midden jaren 90 tot 2015 als freelancer in de media. Ze schreef, regisseerde, produceerde en acteerde voor onder andere AT5, NCRV, VPRO, RVU, E.V.A. Media en BlazHoffski. Ze droeg onder andere bij aan deze producties: Filmpje! (1995), Het Feest van Sinterklaas (1999), Mooi! Weer De Leeuw (2005), De Mike & Thomas Show (2005), Het Club van Sinterklaas Feest (2009) en Kijken in de ziel (2009). De documentaire Ajax! Joden! Amsterdam! (2013), die ze samen met Frans Bromet regisseerde, maakte ze uit persoonlijke belangstelling. Als seizoenkaarthouder van Ajax onderzocht ze de spreekkoren van de club die refereren aan Joods-zijn. Ze onderhield bovendien van maart 2005 tot en met augustus 2014 een blog, waar ze screenshots van tv-uitzendingen van snedige commentaren voorzag.
In 2015 werd Francissen bij de NTR al integraal eindredacteur kennis. Een van haar besluiten was het beëindigen van de tv-uitzendingen van het Groot Dictee der Nederlandse Taal: ze vond dat het dictee na 26 jaar archaïsch geworden was.
In 2017 werd ze mediadirecteur bij de NTR. In juli 2024 trad ze tijdelijk terug uit die functie vanwege een onderzoek naar de werkcultuur. Dit besluit nam ze in overleg met de Raad van Toezicht. Francissen stelde dat NTR-medewerkers met eventuele klachten alle vrijheid moesten voelen om zich uit te spreken. De NTR zei tegen NU.nl: "Het houdt enkel en alleen verband met de voortgang van het onderzoek en niet met de persoon Willemijn, in wie wij zowel persoonlijk als professioneel alle vertrouwen hebben." Zakelijk directeur Lucas Goes nam Francissens taken voorlopig over.
Op 28 november 2024 stapte de voltallige Raad van Toezicht van de NTR op. De onderzoekers zouden hebben aangegeven dusdanig ernstige feiten hebben geconstateerd, dat de Raad van Toezicht het onwenselijk achtte dat Francissen per 1 december 2024 zou terugkeren op de werkvloer, wat wel het plan was. De Raad van Toezicht voelde zich, volgens voorzitter Roos Vermeij, verantwoordelijk voor het verloop van het onderzoek tot dan toe. Een maand eerder kondigde Francissen al haar vertrek aan, per 1 september 2025. Medio januari 2025 werd bekend gemaakt dat haar formele vertrekdatum werd vervroegd naar 1 februari dat jaar. Omdat de oplevering van het rapport over het onderzoek naar de werkcultuur steeds werd uitgesteld, was volgens Francissen de tijd die haar tot 1 september nog zou resten te kort geworden om nog effectief invulling te kunnen geven aan haar functie als mediadirecteur.